# Dantès
Dantès ist eine seit 2007 erscheinende frankobelgische Comicserie von Pierre Boisserie, Philippe Guillaume und Eric Juszezak rund um Christopher Dantès, einen reichen Geschäftsmann mit mysteriöser Vergangenheit. Er möchte sich für ein Komplott rächen, das sich zwölf Jahre zuvor auf dem Parkett der Pariser Börse abgespielt hat.

## Handlung

### Band 1–2
2000: Auf der Millenniumsgala der Pariser Finanzwelt taucht ein gewisser Christopher Dantès auf, ein geheimnisvoller Mann, der ein immenses Vermögen gemacht hat, von dessen Vergangenheit aber nichts bekannt ist. Unter den Gästen des Abends befinden sich auch die Akteure eines Dramas, das sich zwölf Jahre zuvor auf dem Parkett der Finanzwelt und Börsen abgespielt hatte.
1988: Damals wird der junge Trader Alexandre von verschiedenen Menschen getäuscht und in eine Falle gelockt, die schließlich zum Konkurs seines Arbeitgebers, der BGCI-Bank, führt. Alexandre muss sich anschließend wegen Insidergeschäften und Veruntreuung von Geldern vor Gericht verantworten. Außerdem wird ihm ein Mord angehängt. Sein Zellengenosse während der Haft ist Gabriel, der ebenfalls für Verbrechen einsitzt, die er nicht begangen hat. Er hat den Computer-Trojaner „Gizmo“ entwickelt, mit dessen Hilfe man Computer übernehmen und Festplatten klonen kann. Mit seiner Hilfe gelingt Alexandre nach sechs Jahren die Flucht aus dem Gefängnis, Gabriel stirbt allerdings. Die Flucht wird von Gabriels Tochter Sarah und Isaac, dem Informatiklehrer des Gefängnisses, organisiert. Um untertauchen zu können und aufgrund einer schweren Gesichtsverletzung, unterzieht sich Alexandre einer Operation und wird so zu Christopher Dantès.

### Band 3–4
2000: Gemeinsam mit Sarah und Isaac plant Dantès nun seine Rache an den Personen, die ihn damals getäuscht haben: seinem ehemaligen Vorgesetzten Jean Saint-Hubert, seinem Kollegen Thierry Minez, der Buchhalterin Sylvie Fontaine und Michel Bonnefond, einem Unternehmer. Dantès alias Alexandre nutzt seinen guten Ruf als Geschäftsmann, um Saint-Hubert und Bonnefond eine Firmenübernahme schmackhaft zu machen. Gleichzeitig infiltrieren Isaac und Sarah die Computer der Vier mit „Gizmo“ und beginnen die gefundenen Informationen über den Konkurs der BGCI der Journalistin Lucie Mondran zur Verfügung zu stellen. Diese war schon damals von Alexandres Unschuld überzeugt.
2001: Mit den Informationen beginnt Dantès nun, sein Netz zu spinnen, und Minez bekommt Ärger mit seinen russischen Geschäftspartnern, deren Geld er verwaltet. Er erzählt ihnen auf Dantès’ Ratschlag, dass Sylvie Fontaine im Besitz des Geldes sei. Diese wird hierauf zusammengeschlagen und Dantès erklärt ihr, dass Minez sie verraten hat. Fontaine erschießt Minez in seiner Wohnung und wird anschließend festgenommen. Minez’ Geliebten Justine de Salers, Tochter des Präsidentschaftskandidaten Charles de Salers, gelingt es, vom Tatort zu entkommen. Am Flughafen machen Dantès und Isaac Michel Bonnefond ausfindig und zwingen ihn mitzukommen, um ihn an die Abteilung für Finanzdelikte der Staatsanwaltschaft auszuliefern. Auf dem Weg dorthin zwingt Isaac Bonnefond, der vor Jahren Isaacs Mutter vergewaltigte und auch für Gabriels Gefängnisstrafe verantwortlich war, sich von einer Brücke zu stürzen.

### Band 5–6
2002: Dantès und die Journalistin Lucie Mondran erhalten eine Drohung, kein weiteres Material über die Machenschaften der BGCI-Bank und Bonnefond Firma Millenia zu veröffentlichen. Hinter dieser Drohung stecken der noch verbliebene Jean Saint-Hubert und Charles de Salers, Präsidentschaftskandidat und Vorsitzender der rechtsgerichteten Partei "Nation française" sowie dessen Tochter Justine. Durch Gegenspionage kommen sie in Besitz von Isaacs Laptop und damit dessen genialem Computer-Trojaner. De Salers möchte diesen benutzen, um die Wahlergebnisse der Präsidentschaftswahl zu beeinflussen. Kurz nachdem die Journalistin der Finanzaufsichtsbehörde Beweise über die Kungeleien zwischen Bonnefond und Saint-Hubert übergeben hat, werden sie und Dantès Freundin Sarah von de Salers Männern entführt und in einem Anwesen der Partei eingesperrt. Dantès bekommt unerwartete Hilfe von seiner Ex-Freundin Marion, die sich nach dem Tod seiner Mutter um Dantès’ Schwester kümmert. Saint-Hubert, der mittlerweile einen hohen Posten im Finanzministerium bekleidet, gerät unter Beschuss, als mehrere Zeitungen seine Kungeleien veröffentlichen. Beim Versuch der Finanzaufsichtsbehörde ihn festzunehmen, begeht Saint-Hubert vor den Augen von Dantès Selbstmord. Isaac schafft es gerade noch rechtzeitig, seinen Trojaner wieder unter Kontrolle zu bekommen, bevor de Salers die entscheidende Wahl zum französischen Präsidenten für sich entscheiden kann. In letzter Sekunde können Lucie und Sarah befreit werden. Zum Abschluss stellt sich Dantès den französischen Strafverfolgungsbehörden. Diese sind jedoch mittlerweile von seiner Unschuld in den Ereignissen von 1988 überzeugt und sehen von einer weiteren Verfolgung ab.

## Stil
„Ein Drama um gefährliche und gewagte Spekulationen, Verrat, Betrug und schließlich Mord. […] Die Autoren Pierre Boisserie und Philippe Guillaume führen den Leser in die hektische Welt der Finanzen und zeigen, wie spannend der Handel mit Wertpapieren, Terminwaren und Aktienoptionen sein kann; aber auch, wie verführerisch schneller Reichtum ist. Philippe Guillaume kennt dieses Milieu nur zu gut, ist er doch für das französische Finanzfachblatt Les Echoes tätig. […] Der in Kamerun geborene Eric Juszezak kann mittlerweile auf eine über 20-jährige Karriere als Zeichner zurückblicken. […] Sein realistischer Stil gibt Dantès genau die Glaubwürdigkeit, die eine solche Serie braucht, um den Leser zu fesseln.“ (Mosaik Verlag: Dantès Vol. 1).
Die Comicserie verlegt die Handlung von Alexandre Dumas’ Der Graf von Monte Christo in die Gegenwart. Jeweils zwei Bände gehören zusammen und bilden eine Einheit.

## Veröffentlichungen
Im französischsprachigen Original erscheinen die Alben seit 2007 im Verlag Dargaud. Ab Band 7 startet der 2. Zyklus.
Seit 2010 erfolgt in Deutschland die Erstveröffentlichung im Comicmagazin Zack. Anschließend wurden bisher die Bände 1 und 2 im Mosaik Steinchen für Steinchen Verlag als ZACK Edition veröffentlicht.
| Nr.       | deutscher Titel                 | Magazinabdruck in Zack              | Originaltitel                    | ISBN (der dt. Ausgabe) |
| --------- | ------------------------------- | ----------------------------------- | -------------------------------- | ---------------------- |
| 1. Zyklus |                                 |                                     |                                  |                        |
| 1         | Der Sturz eines Traders (2010)  | #124 – #128 (Okt 2009 bis Feb 2010) | La Chute d’un trader (2007)      | ISBN 978-3-941815-52-0 |
| 2         | Sechs Jahre in der Hölle (2011) | #136 – #140 (Okt 2010 bis Feb 2011) | Six années en enfer (2008)       | ISBN 978-3-941815-82-7 |
| 3         | Das Antlitz der Rache           | #150 – #153 (Dez 2011 bis Mrz 2012) | Le Visage de la vengeance (2009) |                        |
| 4         | Zeit der Abrechnung             | #163 – #166 (Jan 2013 bis Apr 2013) | Pour solde de tout compte (2010) |                        |
| 5         | Das politische Komplott         | #174 – #177 (Dez 2013 bis Mrz 2014) | Le Complot politique (2011)      |                        |
| 6         | Die letzte Konfrontation        | #187 – #190 (Jan 2015 bis Apr 2015) | L’Affrontement final (2012)      |                        |
| 2. Zyklus |                                 |                                     |                                  |                        |
| 7         | Das Gift der Ebenholzküste      | #201 – #204 (Mrz 2016 bis Jun 2016) | Le Poison d'Ebène (2013)         |                        |
| 8         | Giftige Wahrheiten              | #214 – #217 (Apr 2017 bis Jul 2017) | Vérités toxiques (2014)          |                        |
| 9         | Fälschung                       | #231 – #234 (Sep 2018 bis Dez 2018) | Contrefaçons (2015)              |                        |
| 10        | Letzter Akt                     | #243 – #246 (Sep 2019 bis Dez 2019) | Dernier acte (2016)              |                        |

## Rezeption
„Boisserie (Eastern mit Dominique Héloret, Flor de Luna mit Eric Stalner und Eric Lambert, Reiziger mit Eric Stalner und Marc Bourgne), Juszezak (Empire USA, Oki, Les Héritiers) und Phillippe Guillaume entwickeln auf der Basis der genannten Strickmuster eine unglaublich intensive und teils atemberaubende Erzählung, die es einem nicht erlaubt, das Album auch nur für eine Minute aus den Händen zu legen.“